# Compagnie des tramways nord de Paris
La Compagnie des tramways nord de Paris est créée en 1873, pour exploiter un réseau de tramway dans l'arrondissement nord du département de la Seine (arrondissement de Saint-Denis). 
Elle est fondée par :
- Léon Francq[1] ;
- Simon Philippart.

Elle reçoit, le 18 octobre 1873 la concession d'un réseau de tramway dans le nord de Paris et l'arrondissement de Saint-Denis. 

## Lignes
Un réseau de plusieurs lignes est construit. 
- A : Suresnes – Courbevoie - Étoile.
- B : Neuilly - Saint Augustin.
- AB : Courbevoie (Pont de Neuilly) - Saint Augustin.
- C : Levallois - Saint Augustin.
- D : Gennevilliers - place Moncey (Clichy).
- E : Saint-Denis - place Moncey.
- F : Saint-Denis - La Chapelle.
- G : Aubervilliers - Château d'eau.
- H : Pantin - Château d'eau.

Ces lignes sont ouvertes entre 1874 et 1878. 
Le réseau est exploité en traction animale. 
Le 15 août 1878, la ligne A est exploitée en traction à vapeur entre Courbevoie et l'Étoile.
En 1881, la compagnie reçoit par décret présidentiel, l'autorisation d'utiliser la traction à vapeur sur la ligne de Suresnes entre Courbevoie et l'Étoile. La traction à vapeur est abandonnée ensuite  en 1882, les locomotives sont remplacées par des chevaux.
La Compagnie des tramways nord de Paris est déclarée en  faillite le 3 mars 1884. Elle est remplacée par la Compagnie des tramways de Paris et du département de la Seine alors créée.

## Matériel roulant

### Locomotives à vapeur
- no 1 à 16, type 020T, livrées en 1878 par Corpet, (n°construction 260 à 277)[4],
- no 17, type 020T, livrées en 1878 par Corpet, (n°construction 256).